# Bergbaulehrpfad Schneeberg-Neustädtel

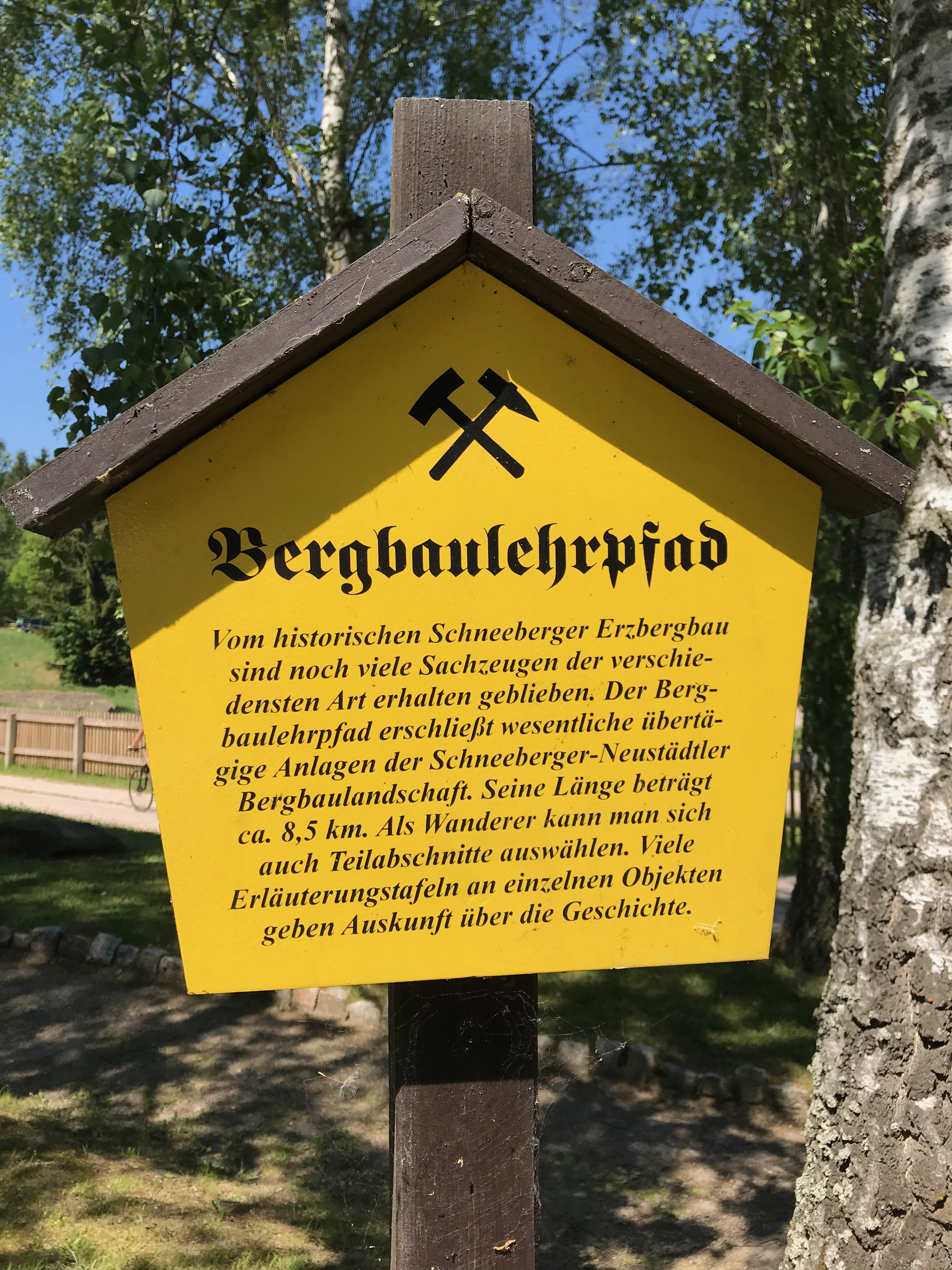
Tafel Bergbaulehrpfad

Der Bergbaulehrpfad Schneeberg-Neustädtel ist ein Bergbaulehrpfad in der Schneeberg-Neustädtler Bergbaulandschaft im sächsischen Erzgebirgskreis. Das Wegesymbol ist ein weißes Quadrat mit einem diagonal von links oben nach rechts unten verlaufenden grünen Band.

## Verlauf

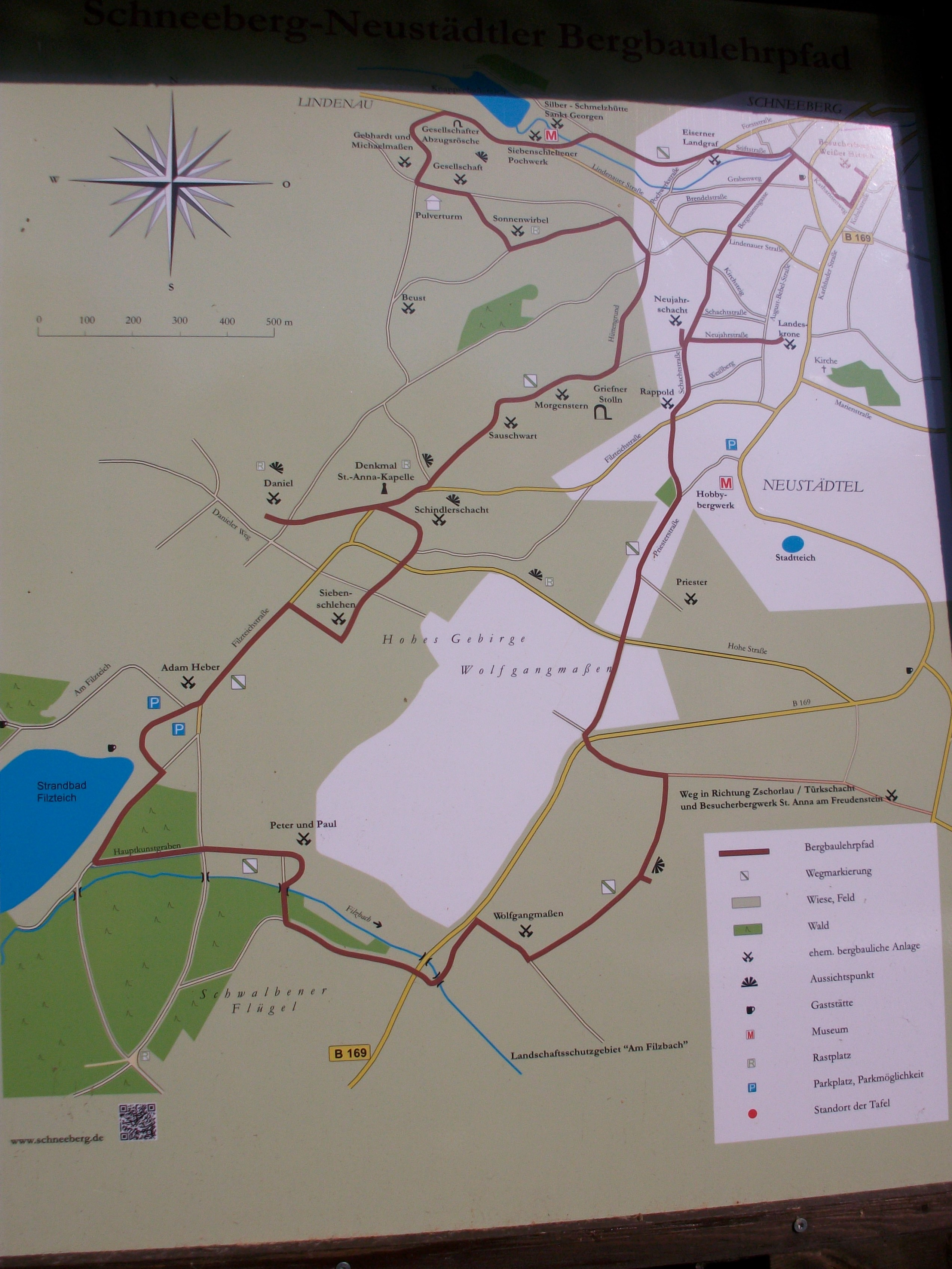
Bergbaulehrpfad Schneeberg-Neustädtel, Verlauf

Der Lehrpfad ist ein 10,3 km langer Rundweg. Zwischen Siebenschlehener Pochwerk und der Silberschmelzhütte St. Georgen befinden sich Parkplätze. Von dort führen Wegweiser entlang historischer Zeugnisse der Bergbaugeschichte von Schneeberg und Neustädtel. Gelbe Tafeln erklären Besonderheiten dieser montangeschichtlichen Lokalitäten.

## Die Wanderung
Wir beginnen die Wanderung am Ensemble des Siebenschlehener Pochwerkes ⊙ und der Silberschmelzhütte St. Georgen.⊙
Zum Siebenschlehener Pochwerk gehörten neben dem Hauptgebäude auch die Kobaltkammern, das Steigerhaus und der Knappschaftsteich. Eine letzte bergmännische Nutzung war nach 1945 durch die Wismut AG. Das 1752/53 errichtete Pochwerk ist heute ein Technisches Museum, das in den Sommermonaten für Besucher geöffnet ist.
Die Silberschmelzhütte St. Georgen war eine bedeutende Schmelzhütte in Schneeberg. Der jetzt noch erhaltene Bau wurde 1665 auf kurfürstliche Anordnung hin errichtet.
Nach 230 Metern befindet sich an der linken Straßenseite das Mundloch der Abzugsrösche der Fundgrube Gesellschaft.⊙ Die 1854/55 aufgefahrene Rösche leitete das Betriebswasser der Grube Gesellschaft zu den Pochwerken in den Lindenauer Grund.
Nach weiteren 400 Metern erreicht man die Gebäude der Fundgrube Gesellschaft.⊙
Bevor man in den Hof des Komplexes einbiegt, befinden sich rechts die Gebäude der Gruben St. Michaelis Maaßen und Gebhardt.⊙
Der Schacht der Grube St. Michaelis Maaßen erreicht eine Teufe von 290 Metern. 1621 wurde das erste Kobalterz ausgebracht.
Das große Fachwerkhaus der Fundgrube Gesellschaft wurde 1830 je zur Hälfte als Steiger- und Huthaus errichtet. Der Pulverturm gegenüber und ein Wasserhaus sind historische Zeugnisse des Bergbaus. Der Schacht erreicht eine Teufe von 288 Metern. 1620 wurde das erste Kobalterz ausgebracht. Die Grube war eine der größten Kobaltgruben im Revier. Zwischen 1948 und 1952 nutzte das Objekt 03 der Wismut AG die Grube als Schacht 200. An der Fundgrube befindet sich die Miniaturlandschaft des Schneeberger Bergbaureviers „Meine Bergbauheimat“.
Der Pulverturm ⊙ der Fundgrube Gesellschaft befindet sich ca. 150 Meter südwestlich der Fundgrube. Aus Sicherheitsgründen wurden Sprengmittel abseits der anderen Gebäude gelagert.
Von der Gesellschaft aus erreicht man nach 260 Metern die Fundgrube Sonnenwirbel.⊙
Die Grube lieferte 1512 das erste Silber und 1620 das erste Kobalterz. Sie war bis ins 18. Jahrhundert in Betrieb. Zu ihr gehörte ein Pferdegöpel zu Förderung.
Auf dem weiteren Weg biegt man nach 440 Metern in den Hüttengrund ⊙ ein. Hier befanden sich früher zwei Silberschmelzhütten.
Nach 550 Metern befindet sich linker Hand der Fußweg zum Griefner Stolln.⊙ Er diente der Entwässerung mehrerer Gruben. Seine Länge, einschließlich der Seitenflügel, beträgt 10 km. Neben der Wasserlösung diente der Stolln den Stollngewerken auch zum Erzabbau. So lieferte er 1491 das erste Silber.
Direkt oberhalb des Stollns befindet sich die Fundgrube Morgenstern.⊙ Die Grube brachte 1506 das erste Silber aus. Ab 1620 begann der Abbau von Kobalterzen. Auf der Halde steht noch ein Bergarbeiterwohnhaus.
Nach weiteren 130 Metern erreicht man die Fundgrube Sauschwart.⊙ 1617 lieferte die Grube das erste Silber und 1620 das erste Kobalterz. Der Verlauf der Huntebahn ist auf der Halde sichtbar. Die Teufe des Schachtes beträgt 310 Meter. Das Huthaus, das Zimmerhaus mit dem angebauten Steigerhaus und die Schachtkaue sind erhalten.
Nach 270 Metern Wegstrecke befindet sich rechts der Straße das Denkmal  St. Anna Kapelle.⊙ An dieser Stelle wurde 1502 eine kleine katholische Kapelle für die Bergleute erbaut. 1518 wurde hier die erste evangelische Predigt im westlichen Erzgebirge gehalten. Zum 300 Jahrestag der Augsburger Bekenntnisse wurde 1830 das Denkmal errichtet.
Von der Kapelle aus machen wir einen kurzen Abstecher zur Fundgrube Daniel.⊙
Nach 360 Metern befindet sich das Ensemble der Fundgrube. Die Grube wurde 1497 erwähnt. 1506 brachte sie das erste Silber und 1620 das erste Kobalterz aus. Seit dem 17. Jahrhundert zählt die Grube zu den bedeutenden Kobaltgruben. Das Huthaus mit Betstube, das Zimmerhaus, die Vorratskammer und ein Teil des Schachtgebäudes des tonnlägigen Tagschachtes sind erhalten. Der 273 Meter tiefe Schacht wurde zwischen 1947 und 1949 von der Wismut AG als Schacht 36 genutzt.
Zurück zum St. Anna Denkmal. von hier aus gelangt man über einen kleinen Umweg von 380 Metern zu dem Gelände der Schindler Fundgrube.⊙
Für das Jahr 1493 ist der Abbau von Silbererz und 1620 der Abbau von Kobalterz nachgewiesen. Der Richtschacht wurde von 1846 bis 1849 geteuft. Er ersetzt bis zum Marx-Semler-Stolln bei einer Teufe von 190 Metern den alten tonnlägigen Schacht. Die Gesamtteufe des Schachtes beträgt 283 Meter. Die Wismut AG nutze den Schacht von 1948 bis 1957 als Schacht 72. In den errichtete Gebäude befand sich die Schachtverwaltung. Die Bergsicherung Sachsen hat seit 2001 hier ihren Sitz. Das Treibehaus entstand 2003 nach Originalunterlagen neu.
Von hier aus erreicht man nach 390 Metern das Geländes der Fundgrube Siebenschlehen.⊙
Der sanierte und im oberen Bereich offene gemauerte Tagschacht befindet sich oberhalb der Häuser am Rande der Halde. Er hat eine Teufe von 283 Metern. 1496 wurde das erste Silber und 1620 das erste Kobalterz gefördert. Von 1947 bis 1954 war die Grube als Schacht 10 der Wismut AG in Betrieb.
Von hier aus sind es 400 Meter zur Fundgrube Adam Heber.⊙ Im Jahr 1578 wurde das erste Silber und 1620 das erste Kobalterz gefördert. Mit einer Teufe von 134 Metern erreicht der Schacht den Oberen Fürstenstolln. Von 1947 bis 1953 nutze die Wismut AG die Grube als Schacht 43.
Vom Schacht aus erreicht man nach 220 Metern das Filzteichbad. Der Filzteich ⊙ ist die zweitälteste Talsperre in Sachsen und wurde von 1483 bis 1485 erbaut. Das gesamte Schneeberger Revier nutzte das Wasser.
Weiter, 340 Meter am Filzteich entlang, gelangt man an den Beginn des Hauptkunstgrabens.⊙ Der Kunstgraben war ein künstlicher Wasserlauf um das Wasser vom Filzteich ins Bergbaugebiet zu leiten.
Dem Kunstgraben folgend erreicht man nach 500 Metern die Fundgrube Peter und Paul.⊙ Hier ist der Geburtsort des späteren Bergrats Christian Friedrich Brendel. Der kleine, eher unbedeutende Schacht brachte 1560 das erste Silber und 1654 das erste Kobalterz aus. Mit einer Teufe von 44,50 Metern erreicht er den Griefner Stolln. Auch er wurde von der Wismut AG zwischen 1947 und 1949 als Schacht 37 genutzt.
Von hier aus geht es 800 Meter durch Wiesen und Felder, zuletzt an der B 169 entlang, zu dem Gebäudekomplex von Wolfgang Maaßen.⊙
Von der Verleihung im Jahr 1555 bis zur Förderung des ersten Silbers 1572 vergingen 17 Jahre. 1609 begann der Abbau von Kobalterzen. Im 19. Jahrhundert war es eine bedeutende Kobaltgrube.
Erhalten sind die Gebäude der Bergschmiede, das Pochwerksteigerhaus, das Steigerhaus und das Pochwerk. Das inzwischen durch den Bergbauverein Schneeberg/Erzgeb. e.V. grundlegend sanierte Pochwerk kann man an bestimmten Tagen im Jahr besichtigen. Der tonnlägige, auf den oberen Metern offene Schacht, erreicht eine Teufe von 380 Metern. Zwischen 1950 und 1954 führte die Wismut AG Untersuchungsarbeiten im Grubenfeld durch.
Von Wolfgang Maaßen aus führt der Weg wieder durch Wiesen. Nach 860 Metern erreicht man die B 169. Kurz vorher befindet sich links in einem Grundstück die Fundgrube Auferstehung Christi.⊙ Der mehrfach verstufte Schacht endet mit einer Teufe von 200 Metern auf dem Marx-Semler-Stolln. Die Grube brachte 1565 das erste Silber und 1622 das erste Kobalterz aus. 1953 wurde der Schacht von der Wismut AG unter dem Namen Schurf Freundschaft aufgewältigt. 1954 wurden die Arbeiten wieder eingestellt. Von diesen Arbeiten zeugt die kleine Halde hinter dem Gartenzaun.
Nach dem Überqueren der B 169 erreicht man nach 420 Metern den Weg zur Fundgrube Priester.⊙ 100 Meter weiter auf diesem Weg steht man vor dem im 18. Jahrhundert errichteten  Huthaus. 1494 brachte die Grube das erste Silber aus. Ab 1620 wurden auch Kobalterze abgebaut.
Nach einer Teufe von 186 Metern endet der Schacht auf dem Marx-Semler-Stolln.
Zurück zur Straße führt der Weg dann zur Fundgrube Rappold,⊙ die nach 510 Metern erreicht wird. Die Grube war zwischen 1491, hier wurde das erste Silber gefördert, und 1520 eine der wichtigsten Gruben im Revier. Ab 1620 wurde auch Kobalterz ausgebracht. Zwischen 1948 und 1954 nutzte die Wismut AG den 225 Meter tiefen Schacht mit der Nummer 201. Neben dem Ausschlaggebäude befindet sich das 1750 errichtete Huthaus. Zwischen 1720 und 1809 wurde ein Gebäude der Fundgrube als Huthaus für das Obere Revier des Marx-Semler Stollns genutzt. Das heutige Huthaus des Stollns, an der Schachtstraße Nr. 14, wurde im Jahr 1809 erbaut.
Nach weiteren 170 Metern befindet sich links der Straße die Grube Neujahr.⊙ 1495 wurde hier das erste Silber gefördert. Der 334 Meter tiefe Schacht diente zwischen 1946 und 1951 der Wismut als Schacht 11.
Nach einem Abstecher von 280 Metern erreichen wir die Fundgrube Landeskrone. ⊙ Die Grube brachte 1502 das erste Silber und 1656 das erste Kobalterz aus. Später wurde der Schacht als Lichtloch für den Vortrieb des Fürstenstollns, den er in einer Teufe von 70 Metern erreicht, genutzt.
Zurück zur Grube Neujahr erreichen wir nach 1060 Metern die Fundgrube Weißer Hirsch.⊙
Die Fundgrube brachte 1536 das erste Silber und 1621 das erste Kobalterz aus. Ab dem 19. Jahrhundert entwickelte sich die Grube zu einer der bedeutenden Gruben im Schneeberger Revier. Zwischen 1870 und 1880 wurden hier auch 508 Zentner Uranerz abgebaut. Der Schacht erreichte eine Teufe von 377,50 Metern. Zwischen 1946 und 1957 nutzte die Wismut AG das Grubengebäude unter der Bezeichnung Schacht 3. Seit 1957 befindet sich hier der Sitz der Bergsicherung Schneeberg. Die Grube ist Interessierten als Besucherbergwerk zugängig.
Nach 640 Metern erreichen wir die Fundgrube Eiserner Landgraf.⊙
Die unbedeutende Grube brachte 1581 das erste Silber und 1650 das erste Kobalterz aus. Bei einer Teufe von 25,5 Metern, endet der Schacht auf dem Oberen Fürstenstolln. Von 1948 bis 1949 nutzte die Wismut AG den Schacht für Untersuchungsarbeiten. Über dem Schacht befindet sich die Kaue aus dem Jahr 1830 und eine rekonstruierte Handhaspel.
Nach 450 Meter erreichen wir das Ende des Lehrpfades am Parkplatz am Siebenschlehener Pochwerk.

## Sehenswürdigkeiten

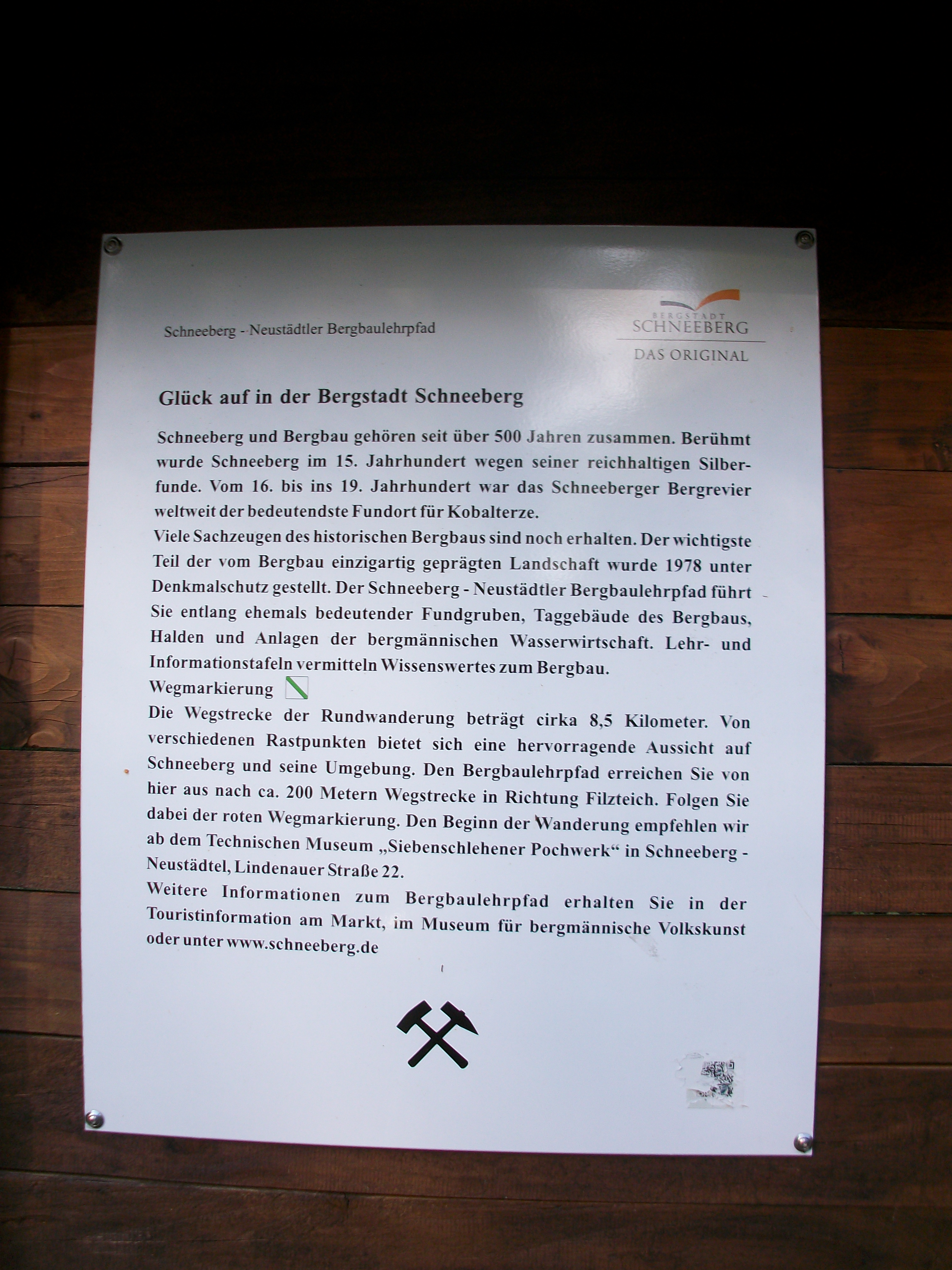
Bergbaulehrpfad Schneeberg-Neustädtel, Infotafel

1. Das Gebäude des Bergstifts ⊙ wurde 1826 als Berghospital errichtet. Für das Schneeberger Kobaltfeld diente das Gebäude als Grubenverwaltung und ab 1923 auch als Bergamt.

Am Lehrpfad befinden sich weiße Tafeln mit bergbaulichen Erklärungen.